# Campi Flegrei

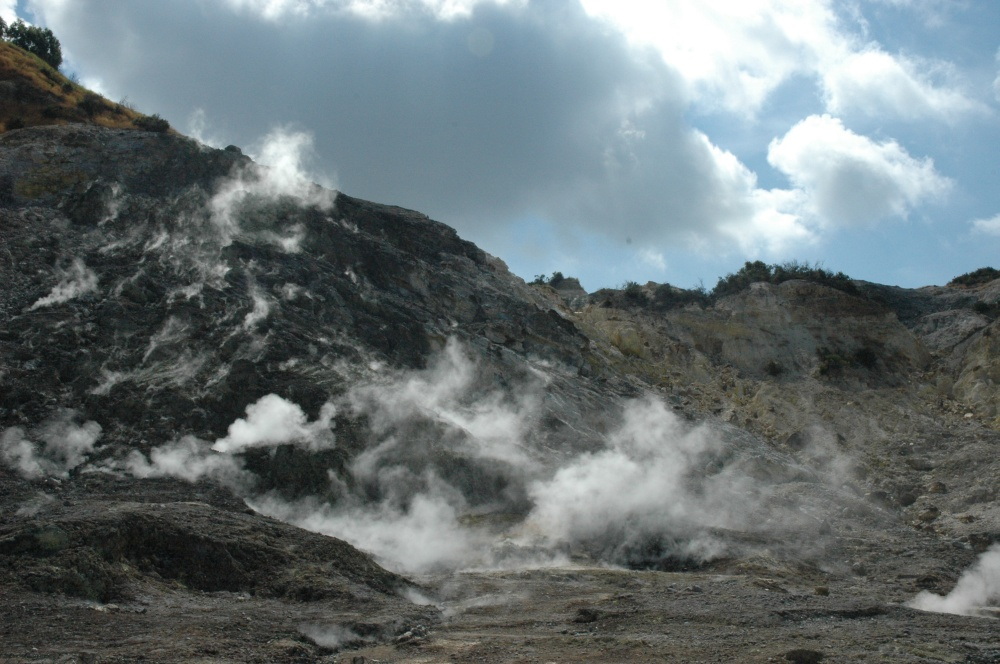
Campi Flegrei

Campi Flegrei, eller Flegreiska fälten, är ett vulkaniskt område på Italiens västkust, strax väster om Neapel och cirka 10 km väster om Vesuvius. Det senaste utbrottet skedde 1538. Området är fortfarande vulkaniskt aktivt, vilket bland annat märks av i form av utströmmande gaser och varma källor. Området är mycket bördigt.

## Aktivitet i modern tid
På 1980-talet var det en stor del jordskalvsaktivitet men inga utbrott. I perioden från 2005 tills nu har det varit en långsam landhöjning orsakad av magmaströmmar, så kallad Bradyseism(en), där landhöjningen i oktober 2023 blev uppmätt till cirka  115 cm. Detta fick myndigheterna att höja varningsnivån till "gul nivå" år 2012. Under 2023 har det även varit tusentals jordskalv, något som fått italienska myndigheter att planera för en eventuell evakuering.
Forskare vid INGV säger att aktiviteten kan komma av uppträngande magma eller så kan det komma av stor avgasning av uppsamlad magmaproducerad gas som tränger ut ur vulkanen. Det sista scenariot är det mest sannolika och minst farliga.

### Olycka 2017
Den 12 september 2017 omkom tre personer i området, en pojke på 11 år och hans föräldrar. Pojken ska ha gått in på avspärrat område och fallit i kratern. Föräldrarna ska sedan ha försökt rädda pojken men även de fastnade. En överlevande sjuårig pojke hittades utanför avspärrningarna.